# Vita communis
Als Vita communis (lat. für „gemeinsames Leben“) bezeichnet man das gemeinschaftliche Leben von Ordensleuten, Klerikern oder anderer Formen des geweihten Lebens. Dabei gibt es Unterschiede hinsichtlich der Verbindlichkeit der Wohn-, Tisch- und Besitzgemeinschaft.
Aus den Lebensformen des frühen Christentums, dem Eremitentum und den geweihten Jungfrauen, entwickelten sich schon früh erste Gemeinschaften, deren Lebensweise in den späteren Ordensregeln für das monastische Leben festgelegt wurde. Bekanntestes Beispiel hierfür ist wohl die Benediktsregel aus dem Jahr 529. Zu Beginn des 13. Jahrhunderts bat eine Gruppe von Einsiedlern am Berg Karmel den lateinischen Patriarchen von Jerusalem, Albert, ihnen eine Regel zu geben. Sie wohnten in einer Klosteranlage, in der jeder sich in einer Zelle allein dem Gebet und der Arbeit widmete.
Die geweihten Jungfrauen, für die es in apostolischer Zeit noch üblich war, bei ihren Familien oder in Klausen, die um eine Kirche herum angeordnet waren, zu wohnen, schlossen sich mit der Zeit zu monastischen Gemeinschaften zusammen, die im Schutz einer päpstlichen Klausur und unter einer Oberen lebten.
Ab dem 12. Jahrhundert lebten in den Niederlanden Beginen in gemeinschaftlicher Lebensweise. Diese legten keine Ordensgelübde ab und wohnten nicht in klausurierten Klöstern, sondern führten ein geistliches und eheloses Leben in sogenannten Beginenhöfen oder -häusern.
Bei der Gründung erster Gemeinschaften, die später zu Schwesternkongregationen wurden, etwa der Genossenschaft der Töchter der christlichen Liebe vom hl. Vinzenz von Paul, wählten die Gründer als Ideal die Lebensform einer Vita communis, jedoch ursprünglich nicht als Ordensfrauen, um nicht an die Vorschriften der päpstlichen Klausur für die Nonnen gebunden zu sein, da die Frauen hinausgingen, um Kranke und Alte zu pflegen. Gemeinschaften wie die Kleinen Brüder und die Kleinen Schwestern Jesu, die sich auf das eremitische Vorbild Bruder Karls von Jesus stützen, gründeten in der Zeit nach dem Zweiten Weltkrieg kleine Gemeinschaften, bei denen jeweils zwei oder drei Mitglieder miteinander und mitten unter den Menschen, meist in einer Mietwohnung, leben. Ähnliches gilt auch häufig für die Mitglieder von Säkularinstituten.
Das Dekret Presbyterorum ordinis – über den Dienst und das Leben der Priester des Zweiten Vatikanischen Konzils empfiehlt ausdrücklich für Diözesanpriester die Förderung verschiedener Formen gemeinsamen Lebens.